# Wild Bill (film 2011)
Wild Bill è un film del 2011 diretto da Dexter Fletcher.

## Trama
Uscito di prigione, il criminale di poco conto Bill Hayward torna a casa solo per scoprire che sua moglie è scappata anni prima abbandonando i figli adolescenti. Bill dovrà cercare di riallacciare i rapporti con i due e di non rimanere nuovamente invischiato nei progetti criminali della malavita londinese.

## Produzione
Fletcher si è ispirato a registi come Emir Kusturica, Franklin Schaffner e Gerard Johnson e a film come Gatto nero, gatto bianco, Tony e Underground. Le riprese si sono svolte in Inghilterra, principalmente nell'East End di Londra; altre location sono state l'Isola di Wight e Stratford, Newham.

## Distribuzione
Il film è stato presentato al London Film Festival il 21 ottobre 2011, mentre è stato distribuito nel Regno Unito a partire dal 23 marzo 2012 da Universal indiVISION.
In Italia, il film è stato presentato al Festival internazionale del film di Roma 2011, nella sezione "Occhio sul Mondo - Focus".

## Accoglienza

### Critica
Il film è stato accolto positivamente dalla critica, che ne ha lodato il debutto alla regia di Fletcher, la sceneggiatura e le prove attoriali. Sull'aggregatore di recensioni online Rotten Tomatoes il film detiene una percentuale del 100% di giudizi positivi, basata su 24 recensioni, per una media di 7,4 su 10.

## Riconoscimenti
- 2013 - Premi BAFTA
  - Candidatura per il migliore esordio britannico da regista, sceneggiatore o produttore a Dexter Fletcher e Danny King
- 2011 - British Independent Film Awards
  - Candidatura per la Miglior produzione